# إسبلكنون وعائي
سبلكنون وعائي (الاسم العلمي:Splachnum vasculosum) هو نوع من النباتات يتبع جنس السبلكنون من الفصيلة السبلكنونية.